# Swetloje (Leningrad)
Swetloje (russisch Светлое) ist ein Dorf in der Oblast Leningrad.
Der Ort liegt rund 70 Kilometer nordwestlich des Zentrums der Stadt Sankt Petersburg und wurde bekannt als Standort eines astronomischen Observatoriums des Instituts für angewandte Astronomie der Russischen Akademie der Wissenschaften. Am Ort befindet sich auch eine Monitoring-Station des SDCM-Systems.
Bis 1944 gehörte das Dorf zur Provinz Wiborg in Finnland und trug den Namen Valkeamatka. Nach dem Anschluss des Gebietes an die Sowjetunion erfolgte 1947 die kurzzeitige Umbenennung in Bolschaja Gora, dann in Swetlaja, ab 1949 in der heutigen Form Swetloje. Der russische Name („hell“) ist an die finnische Bezeichnung (etwa „Weißer Weg“) angelehnt. Heute gehört Swetloje zur Landgemeinde (selskoje posselenije) Krasnoosjornoje, dessen Verwaltungssitz Krasnoosjornoje gut 8 km nordwestlich liegt, und mit dieser zum Rajon Prioserski. Dessen Zentrum Priosersk ist knapp 60 km in nördlicher Richtung entfernt.